# Eupithecia insignifica
Eupithecia insignifica es una especie de polilla de la familia Geometridae. La especie fue descrita por primera vez por Lionel Walter Rothschild habiendo sido descrita en 1914, con distribución en Argelia. El sintipo de la especie fue descrita en los alrededores de Colomb Bechar.